# 転地療養
転地療養（てんちりょうよう、英: health resort therapy）とは、住み慣れた土地を離れて異なる環境に身を置き療養すること。治療方法の一種。

## 概要
かつては、治療方法が解明されていない病気や風土病等の治療に用いられた。このため、裕福な患者を収容するための療養所（サナトリウム）や別荘地が、高原地域などに設置された。
現代でもストレス性の症候（無自覚性のものも含めて）などに対して、転地療養の効果（転地効果）は認められているところである。その点では、小旅行やハイキングですら広義の転地療養と考えられる。

## 社会的な認知
転地療養に要する費用は、医療に要する直接の費用に当たらないため、日本の法律上、確定申告の医療費控除の対象とはなり得ないと国税庁は見解を示している（ただし、遠隔地の療養所等への入院、温泉利用型健康増進施設の利用費は別である）。